# Рендгенски филм
Рендгенски филм или радиграфски филм је врста фотографског материјала или медијум на коме се формира трајна  радиографска слика или запис након излагања рендгенском зрачењу. Рендгенски филм се не разликује много од обичног фотографског филма, јер је његова осетљивост на светлост иста. Једина разлика је што има два слоја фотографске емулзије, на обе стране филма и на тај начин дуплира светлосни ефекат фолије на филм.
Рендгенски фил који је укупне дебљине око 0,25 mm састоји се од неколико слојева емулзије која производи латентну слику која се након обраде филма (развијања) претвара у видљиви филм.

## Опште информације
Рендгенски филм који спада у класу IIа медицинских средстава, категорија – 12  Дијагностичка и терапеутска медицинска средства у радиологији. Он има следеће карактеристике: 

### Слојеви филма
Рендгенски филм се у начелу састоји од:
- Базе (целулозна подлога за филм): целулозни триацетат или полиестер за подршку
- Заштитног слоја: желатин, који штити емулзију од оштећења

- Везивног слоја:   дебљине 0,013 до 0,020 мм, који је везан је за подлогу помоћу желатинског везног слоја, и његова површина има танак заштитни слој желатина са сваке стране филма

- Емулзионог слоја (фото-наноса): који је направљен од посебно припремљеног желатина у коме су хомогено дисперговани фини кристали сребрног бромида (величине 1,0 до 1,5 микрона) са додатком мале количине кристала сребрног јодида (1-10%) и органских једињења сумпора.[2]
- Касете
- Заштитне фолије

### Врсте филмова
- филмови типа екрана: бржи када се користи са екраном за појачавање,

- конвенционални рендген филмови,

- ортохроматски филмови (осетљив на зелено),

- филмови без фолије (за директним излагањем филма рендгенским зрацима). Користе се углавном у: радиографији зуба, мамографији, кинорадиографији, супсракцијској радиографији.

## Стварање латентне слике
Слој емулзије рендгенског филма се састоји од кристала сребрног халида где је бромид сребра (АгБр) најчешћи тип кристала присутан у количини од 95%, док је сребрни јодид присутан  5%.6. Јони сребрног јодида функционисали су тако да унесу дефект у кристал сребрног бромида јер је савршен кристал нема фотографску осетљивост. Тачка осетљивости се уводи у кристал сребрног халогенида помоћу сребрног сулфида да би се заробили електрони. 
Када је изложен светлости или рендгенским зрацима, бромидни јон ослобађа електрон који је привучен мрљом осетљивости. У овом процесу, бромидни јон постаје атом брома и дифундује у желатин. Електрон се везује за тачку осетљивости и привлачи јон сребра. Сребрни јон се везује за тачку осетљивости и формира атом сребра. Атом сребра наставља да привлачи друге јоне сребра да би формирао више атома сребра. Потребно је најмање два до шест атома сребра да би латентна слика била обрађена у видљиву слику. Током обраде филма производи се више атома сребра, тако да се формира металик сребрна (црна) слика.
Сребрни халогенидни кристали су инхерентно осетљиви на плаво и ултраљубичасто светло. Само уз додатак боја, кристали могу постати осетљивији на друге спектре светлости као што су зелена и црвена.

## Руковање филмом
Филм се чува у мраку како би се спречио  развој неекспонираних кристала сребрног халогенида. У мрачним просторијама се користе безбедна светла која омогућавају радиологу да види филм на коме ради, и при томе не осветли филм. На пример, црвено светло се користи током обраде филмова који су осетљиви на зелено светло. Међутим,   безбедно светло не штити у потпуности филм од замагљивања, посебно при његовом продуженом излагању овом светлу. Филм је најосетљивији на безбедно светло након формирања латентне слике, однсно пре него што се сасвим обради.